# Islas Vírgenes de los Estados Unidos en los Juegos Olímpicos de Salt Lake City 2002
Las Islas Vírgenes de los Estados Unidos estuvieron representadas en los Juegos Olímpicos de Salt Lake City 2002 por ocho deportistas, seis hombres y dos mujeres, que compitieron en dos deportes.
La portadora de la bandera en la ceremonia de apertura fue la piloto de luge Dinah Browne. El equipo olímpico virgenense estadounidense no obtuvo ninguna medalla en estos Juegos.